# Raffinaderij
Een raffinaderij is een fabriek of installatie waar een grondstof of product wordt gezuiverd of in zuivere bestanddelen wordt gescheiden. Raffineren kan gebeuren door een scheidingsproces, zoals destillatie, door een filtreren of anderszins, afhankelijk van het product en de doelstelling van de raffinage.
Bekende vormen van raffinaderijen zijn:
- Aardolieraffinage
- Raffinaderij van organische oliën
- Suikerfabriek
- Salpeter
- Zoutziederij